# Pëtr Aleksandrovič Čichačëv
Pëtr Aleksandrovič Čichačëv, in russo Пётр Александрович Чихачёв? (Gatčina, 16 agosto 1808 – Firenze, 13 ottobre 1890), è stato uno storico, naturalista e geografo russo.

## Biografia
Negli anni Quaranta dell'Ottocento fu ambasciatore a Istanbul e visitò l'Anatolia, la Siria, l'Egitto e i monti dell'Altaj, fra Mongolia e Russia. 
Raccolse le memorie dei suoi viaggi in numerosi saggi, tra cui Voyage scientifique dans l'Altaï oriental et les parties adjacentes de la frontière de Chine (1845), Asie Mineure; description physique, statistique et archéologique de cette contrée (1853-69), Le Bosphore et Constantinople (1864), Le Bosphore et Constantinople (1864 e 1877), Considerations geologiques sur les Ales Oceaniques (1878), e Espagne, Algerie et Tunisie (1880). 
Fu il primo autori di dedicare un saggio completo alla geologia di Italia meridionale corredato con una mappa geologica del territorio
.